# Lijst van Tsjechische ministers van Justitie
Dit is een lijst van ministers van Justitie van de Tsjechische Republiek.

## Ministers van Justitie van Tsjechië (1993–heden)
| Minister van Justitie     | Minister van Justitie | Minister van Justitie     | Ambtstermijn      | Ambtstermijn      | Partij(en)                 | Premier(s)                   | Kabinet(ten) |
| ------------------------- | --------------------- | ------------------------- | ----------------- | ----------------- | -------------------------- | ---------------------------- | ------------ |
|                           |                       | Jiří Novák (1950)         | 1 januari 1993    | 4 juli 1996       | ODS                        | Václav Klaus (1993–1997)     | V. Klaus I   |
|                           | Jan Kalvoda           | Jan Kalvoda (1953)        | 4 juli 1996       | 7 januari 1997    | ODA                        | Václav Klaus (1993–1997)     | V. Klaus II  |
|                           | Vlasta Parkanová      | Vlasta Parkanová (1951)   | 7 januari 1997    | 17 juli 1998      | ODA                        | Václav Klaus (1993–1997)     | V. Klaus II  |
| ODA                       | Vlasta Parkanová      | Vlasta Parkanová (1951)   | 7 januari 1997    | 17 juli 1998      | Josef Tošovský (1997–1998) | Tošovský                     |              |
|                           |                       | Otakar Motejl (1932–2010) | 17 juli 1998      | 16 oktober 2000   | O                          | Miloš Zeman (1998–2002)      | Zeman        |
|                           | Pavel Rychetský       | Pavel Rychetský (1943)    | 16 oktober 2000   | 1 februari 2001   | ČSSD                       | Miloš Zeman (1998–2002)      | Zeman        |
|                           |                       | Jaroslav Bureš (1954)     | 1 februari 2001   | 12 juli 2002      | O                          | Miloš Zeman (1998–2002)      | Zeman        |
|                           | Pavel Rychetský       | Pavel Rychetský (1943)    | 12 juli 2002      | 6 augustus 2003   | ČSSD                       | Vladimír Špidla (2002–2004)  | Špidla       |
|                           | Vladimír Špidla       | Vladimír Špidla (1951)    | 6 augustus 2003   | 16 september 2003 | ČSSD                       | Vladimír Špidla (2002–2004)  | Špidla       |
|                           | Karel Čermák          | Karel Čermák (1934–2017)  | 16 september 2003 | 14 juni 2004      | O                          | Vladimír Špidla (2002–2004)  | Špidla       |
|                           | Vladimír Špidla       | Vladimír Špidla (1951)    | 14 juni 2004      | 26 juli 2004      | ČSSD                       | Vladimír Špidla (2002–2004)  | Špidla       |
|                           |                       | Pavel Němec (1971)        | 26 juli 2004      | 16 augustus 2006  | US-DEU                     | Stanislav Gross (2004–2005)  | Gross        |
| Jiří Paroubek (2005–2006) | Paroubek              | Pavel Němec (1971)        | 26 juli 2004      | 16 augustus 2006  | US-DEU                     |                              |              |
|                           | Jiří Pospíšil         | Jiří Pospíšil (1975)      | 16 augustus 2006  | 9 april 2009      | ODS                        | Mirek Topolánek (2006–2009)  | Topolánek I  |
| Topolánek II              | Jiří Pospíšil         | Jiří Pospíšil (1975)      | 16 augustus 2006  | 9 april 2009      | ODS                        | Mirek Topolánek (2006–2009)  |              |
|                           | Daniela Kovářová      | Daniela Kovářová (1964)   | 9 april 2009      | 28 juni 2010      | O                          | Jan Fischer (2009–2010)      | Fischer      |
|                           | Jiří Pospíšil         | Jiří Pospíšil (1975)      | 28 juni 2010      | 27 juni 2012      | ODS                        | Petr Nečas (2010–2013)       | Nečas        |
|                           | Pavel Blažek          | Pavel Blažek (1969)       | 27 juni 2012      | 25 juni 2013      | ODS                        | Petr Nečas (2010–2013)       | Nečas        |
|                           |                       | Marie Benešová (1948)     | 25 juni 2013      | 17 januari 2014   | O                          | Jiří Rusnok (2013–2014)      | Rusnok       |
|                           |                       | Helena Válková (1951)     | 17 januari 2014   | 1 maart 2015      | ANO                        | Bohuslav Sobotka (2014–2017) | Sobotka      |
|                           | Robert Pelikán        | Robert Pelikán (1979)     | 1 maart 2015      | 28 juni 2018      | ANO                        | Bohuslav Sobotka (2014–2017) | Sobotka      |
| ANO                       | Robert Pelikán        | Robert Pelikán (1979)     | 1 maart 2015      | 28 juni 2018      | Andrej Babiš (2017–2021)   | Babiš I                      |              |
|                           | Robert Pelikán        | Taťána Malá (1981)        | 28 juni 2018      | 10 juli 2018      | Andrej Babiš (2017–2021)   | ANO                          | Babiš II     |
|                           |                       | Jan Kněžínek (1979)       | 10 juli 2018      | 30 april 2019     | Andrej Babiš (2017–2021)   | O                            | Babiš II     |
|                           |                       | Marie Benešová (1948)     | 30 april 2019     | 28 november 2021  | Andrej Babiš (2017–2021)   | O                            | Babiš II     |
|                           | Pavel Blažek          | Pavel Blažek (1969)       | 28 november 2021  | heden             | ODS                        | Petr Fiala (2021–heden)      | Fiala        |

Minister-president · Arbeid en Sociale Zaken · Binnenlandse Zaken · Buitenlandse Zaken · Cultuur · Defensie · Financiën · Industrie en Handel · Justitie · Landbouw · Milieu · Onderwijs, Jeugd en Lichamelijke Opvoeding · Regionale Ontwikkeling · Verkeer · Volksgezondheid · zonder portefeuille

Voormalige ministeries: 

Informatica